# Rotfuchs (Zeitschrift)

Kopf der Zeitschrift

Der Rotfuchs, Eigenschreibweise RotFuchs, ist eine in Berlin erscheinende, „von Parteien unabhängige kommunistisch-sozialistische Zeitschrift für Politik und Wirtschaft, Kultur und Wissenschaft“. Sie ist nicht im Zeitschriftenhandel erhältlich, sondern wird monatlich im Eigenvertrieb versandt. Chefredakteur ist seit dem 1. April 2019 Arnold Schölzel.
Bis zu seinem Tod am 9. April 2016 war Klaus Steiniger Chefredakteur, zu DDR-Zeiten Redakteur und Auslandskorrespondent des SED-Zentralorgans Neues Deutschland (und Staatsanwalt). Das Blatt versteht sich als „Tribüne für Kommunisten und Sozialisten in Deutschland“.

## Geschichte
Die Zeitschrift wurde im Februar 1998 von der DKP-Gruppe Berlin-Nordost gegründet. Auseinandersetzungen mit dem Parteivorstand in Essen führten dazu, dass im Juli 2001 der „Rotfuchs“-Förderverein e. V. zur parteiunabhängigen Herausgabe gegründet wurde. 2003 hatte der Förderverein 560 Mitglieder.
2016 bestand die Redaktion aus Wolfgang Metzger (V. i. S. d. P.), Arnold Schölzel und Bruni Steiniger, sie verwenden die bis 1996 geltenden Rechtschreibregeln. Nach Angaben von Steiniger lag die Auflage der Zeitschrift 2012 im Bereich von 11.000 bis 12.000 Exemplaren.

## Einordnung
Der Verein mit 36 Regionalgruppen wurde vom sächsischen Landesamt für Verfassungsschutz 2009 als neostalinistisch und linksextremistisch eingeordnet.
Barbara Nolte sieht in der Zeitschrift das „Leitmedium“ ehemaliger Stasi-Offiziere. Für Stefan Berg enthalte diese einen „schauerlichen Mix – von der Verherrlichung der Staatssicherheit bis zu Hetze gegen den Staat Israel“. Rotfuchs bedient nach Einschätzung von Dominique Herbert einen „geschichtsrevisionistischen Erinnerungsdiskurs“ und verbreite eine „reaktionäre Anschauung“.

## Autoren
Autoren im Rotfuchs waren oder sind:
- Peter Abraham (†)
- Matin Baraki
- Gerhard Bengsch (†)
- Rolf Berthold (†)
- Götz Dieckmann
- Dieter Fechner (†)
- Gerhard Feldbauer
- Peter Franz
- Peter Hacks (†)
- Wolfgang Herrmann
- Hans Heinz Holz (†)
- Klaus Huhn (†)
- Lutz Jahoda
- Christa Kożik
- Oskar Lafontaine[11]
- Bruno Mahlow (†)
- Dieter Noll (†)
- Rudi Kurz (†)
- Horst Neumann
- Gerhard Oberkofler
- Karl-Eduard von Schnitzler (†)
- Gotthold Schramm (†)
- Gisela Steineckert
- Theodor Weißenborn (†)
- Zbigniew Wiktor
- Reiner Zilkenat (†)